# Coculla

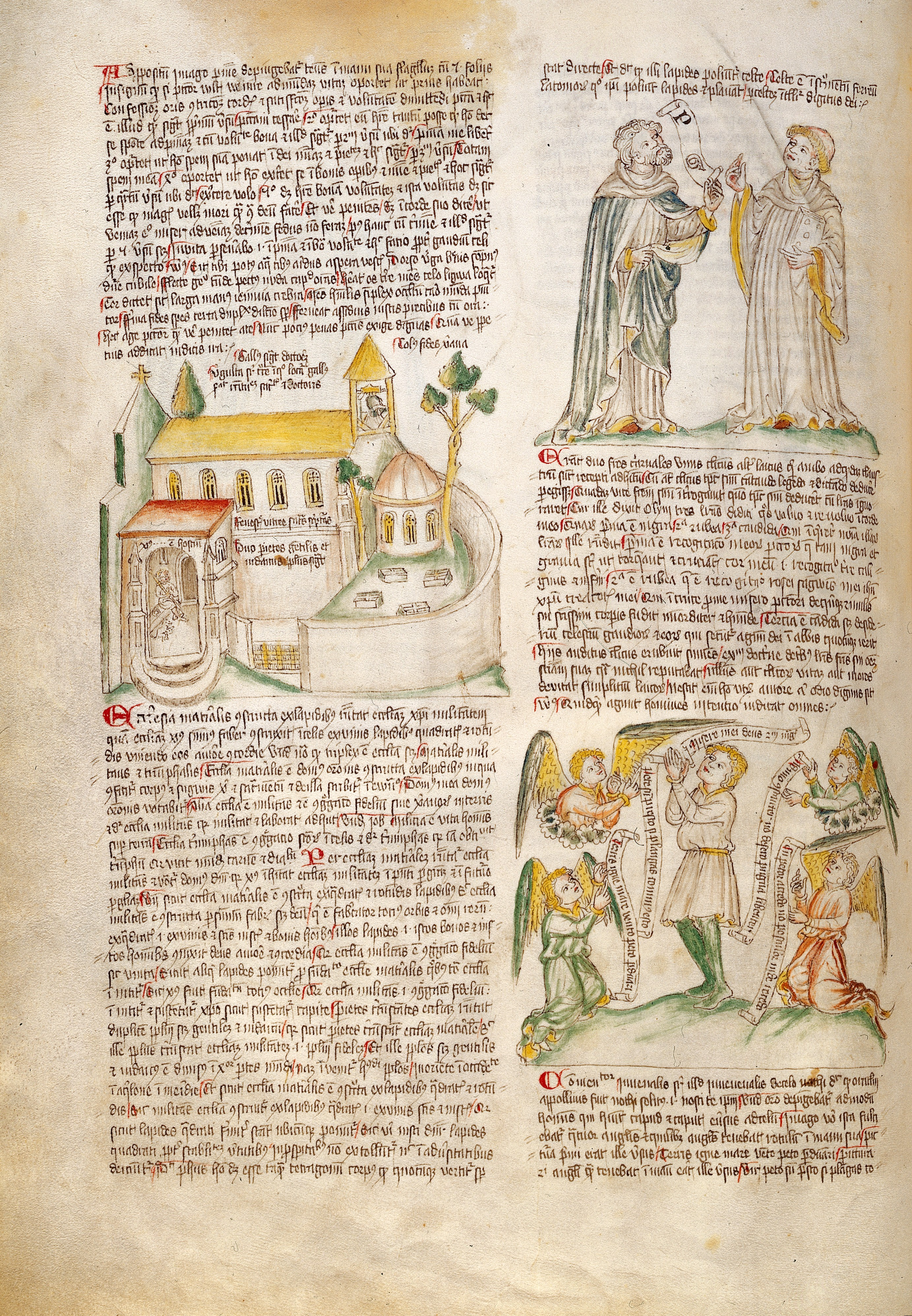
Mnisi w cocullach, ilustracja średniowiecznego rękopisu

Coculla, cuculla (z łac.) – okrycie wierzchnie wielu zgromadzeń zakonnych. Fałdzisty, długi płaszcz sięgający do stóp, z bardzo szerokimi rękawami, bez kołnierza, często z wszytym kapturem.